# Gran Premio Città di Camaiore
Der Gran Premio Città di Camaiore (dt. Großer Preis der Stadt Camaiore) ist ein ehemaliges italienisches Straßenradrennen.
Das Rennen wurde 1935 zum ersten Mal ausgetragen und fand seitdem mit Unterbrechungen jährlich bis 2012 im August und dann im März statt. Bis 1965 wurde es als Amateurrennen ausgetragen. Start- und Zielort ist Camaiore (Provinz Lucca, Toskana). Von 2005 bis 2014 zählte das Eintagesrennen zur UCI Europe Tour und war in die Kategorie 1.1 eingestuft.
In der Saison fand der Wettbewerb zum letzten Mal als eigenständiges Ereignis statt. Die Organisatoren vereinbarten mit der RCS Sport, dass der Gran Premio Città di Camaiore in den Jahren 2015 bis 2017 die Auftaktetappe von Tirreno–Adriatico bilden soll.
Rekordsieger sind der Profisieger von 1979 und 1981 Giuseppe Saronni sowie Roberto Nencioli, der die Amateuraustragungen 1961 und 1962 gewann.

## Palmarès
- 2014  Diego Ulissi
- 2013  Peter Sagan
- 2012  Esteban Chaves
- 2011  Fabio Taborre
- 2010  Kristijan Koren
- 2009  Vincenzo Nibali
- 2008  Leonardo Bertagnolli
- 2006  Luca Paolini
- 2005  Maxim Iglinski
- 2004  Paolo Bettini
- 2003  Marco Serpellini
- 2002  Davide Rebellin
- 2001  Michele Bartoli
- 2000  Wladimir Belli
- 1999  Massimo Donati
- 1998  Andrea Tafi
- 1997  Oleksandr Hontschenkow
- 1996  Alberto Elli
- 1995  Luca Scinto
- 1994  Gianluca Bortolami
- 1993  Massimo Podenzana
- 1992  Davide Cassani
- 1991  Gianni Faresin
- 1990  Giorgio Furlan
- 1989  Franco Ballerini
- 1988  Rolf Sørensen
- 1987  Gianni Bugno
- 1986  Claudio Corti
- 1985  Alberto Volpi
- 1984  Roberto Ceruti
- 1983  Moreno Argentin
- 1982  Jean-Marie Wampers
- 1981  Giuseppe Saronni
- 1980  Silvano Contini
- 1979  Giuseppe Saronni
- 1978 nicht ausgetragen
- 1977  Franco Bitossi
- 1976  Walter Riccomi
- 1975  Francesco Moser
- 1974  Giacinto Santambrogio
- 1973  Martín Emilio Rodríguez
- 1972  Roger De Vlaeminck
- 1971  Eddy Merckx
- 1970  Mauro Simonetti
- 1969  Enrico Paolini
- 1968  Gianpiero Macchi
- 1967  Luciano Dalla Bona
- 1966  Bruno Mealli
- 1965  Battista Monti
- 1964  Mario Anni
- 1963  Roberto Nencioli
- 1962  Roberto Nencioli
- 1961  Rolando Picchiotti
- 1960  Baldissera Velleda
- 1954  Sante Ranucci
- 1935  Mario Vicini